# Championnat d'Estonie masculin de volley-ball
La Meeste I liiga est la plus importante compétition estonienne de volley-ball féminin organisé par la Fédération estonienne de volley-ball (Eesti Võrkpalli Liit, EVL), elle a été créée en 1925. Perturbé par la 2e Guerre mondiale, le championnat d'Estonie est à partir de 1944 un championnat régional de l'URSS. Le championnat d'Estonie, en tant que nation indépendante, reprit en 1992.

## Palmarès
| Année       | Champion                                 | Finaliste                                | Troisième                                |
| ----------- | ---------------------------------------- | ---------------------------------------- | ---------------------------------------- |
| 1925        | Tallinna Sport                           | Tallinna Kalev                           | Tallinna Võitleja                        |
| 1926        | Non disputé                              | Non disputé                              | Non disputé                              |
| 1927        | Tallinna Kalev                           | Tallinna NMKÜ                            | Tallinna Võitleja                        |
| 1928        | Tartu NMKÜ                               | Tallinna Sport                           |                                          |
| 1929        | Tallinna Kalev                           | Tartu NMKÜ                               | Tallinna Sport                           |
| 1930        | Tartu NMKÜ                               |                                          |                                          |
| 1931        | Tallinna Kalev                           |                                          |                                          |
| 1932        | Tartu NMKÜ                               |                                          |                                          |
| 1933        | Tallinna Kalev                           | Tartu NMKÜ                               |                                          |
| 1934        | Tartu NMKÜ                               | Tallinna NMKÜ                            |                                          |
| 1935        | Tallinna Kalev                           | ESS                                      | Tartu NMKÜ                               |
| 1936        | Tallinna Kalev                           | Tartu NMKÜ                               | ESS                                      |
| 1937        | Tallinna Kalev                           | Tartu NMKÜ                               | ESS                                      |
| 1938        | Tallinna Kalev                           | ÜENÜTO                                   | Tartu ASK                                |
| 1939        | Tallinna Kalev                           | ÜENÜTO                                   | Tartu ASK                                |
| 1940        | Tallinna ÜENÜTO                          | Tallinna Kalev                           | ASK                                      |
| 1941        | Tallinna Lokomotiiv                      | Tallinna Dünamo                          |                                          |
| 1942        | Non disputé                              | Non disputé                              | Non disputé                              |
| 1943        | Tartu ASK                                |                                          |                                          |
| 1944 (EV)   | Tallinna Estonia                         | Tartu Kalev                              | Tallinna Kalev                           |
| 1944 (ENSV) | Tallinna Spartak                         | Tallinna Dünamo                          | Tartu Dünamo                             |
| 1945        | Tallinna Kalev                           | Tallinna Dünamo                          | Tallinna Kalev                           |
| 1946        | Tallinna Kalev                           | Tallinna Dünamo                          | Tartu Kalev                              |
| 1947        | Tallinna Kalev                           | Tartu ÜSK                                | Tallinna Dünamo                          |
| 1948        | Tallinna Spartak                         | Tartu Kalev                              | Tallinna Kalev                           |
| 1949        | Tallinna Spartak                         | Tallinna Polütehniline Instituut (TPI)   | Tallinna Kalev                           |
| 1950        | Tallinna Spartak                         | Tallinna Polütehniline Instituut (TPI)   | Võru Kalev                               |
| 1951        | Tallinna Spartak                         | Tallinna Dünamo                          | Tallinna Polütehniline Instituut (TPI)   |
| 1952        | Tallinna Spartak                         | Tallinna Kalev                           | Tallinna Polütehniline Instituut (TPI)   |
| 1953        | Tallinna Kalev                           | Tallinna Dünamo                          | Tallinna Spartak                         |
| 1954        | Tallinna Polütehniline Instituut (TPI)   | Tallinna Kalev                           | Tallinna Spartak                         |
| 1955        | Tallinna Spartak                         | Eesti Põllumajandusakadeemia I (EPA)     | Tallinna Polütehniline Instituut (TPI)   |
| 1956        | Tallinna Polütehniline Instituut (TPI)   | Tartu Riiklik Ülikool (TRÜ)              | Eesti Põllumajandusakadeemia I (EPA)     |
| 1957        | Tallinna Polütehniline Instituut (TPI)   | Tallinna Karamell                        | Eesti Põllumajandusakadeemia I (EPA)     |
| 1958        | Tallinna Spartak                         | Tallinna Polütehniline Instituut (TPI)   | BLTSK                                    |
| 1959        | Trammi- ja Trollibussi Trust (TTT)       | Eesti Põllumajandusakadeemia I (EPA)     | Tallinna Pedagoogiline Instituut (TpedI) |
| 1960        | Tallinna Pedagoogiline Instituut (TpedI) | Trammi- ja Trollibussi Trust (TTT)       | Eesti Põllumajandusakadeemia I (EPA)     |
| 1961        | Tallinna Pedagoogiline Instituut (TpedI) | Trammi- ja Trollibussi Trust (TTT)       | Tartu Riiklik Ülikool (TRÜ)              |
| 1962        | Tallinna Kalev                           | Tallinna Pedagoogiline Instituut (TpedI) | Tallinna TTV                             |
| 1963        | Tallinna Kalev                           | Tallinna Pedagoogiline Instituut (TpedI) | Tallinna Polütehniline Instituut (TPI)   |
| 1964        | Tallinna Polütehniline Instituut (TPI)   | Tallinna Kalev                           | Tallinna Dünamo                          |
| 1965        | Tallinna Kalev                           | Tallinna Polütehniline Instituut (TPI)   | Viljandi Jõud                            |
| 1966        | Tallinna Kalev                           | Tallinna Polütehniline Instituut (TPI)   | Tallinna Dünamo                          |
| 1967        | Tallinna Kalev                           | Tallinna Polütehniline Instituut (TPI)   | Viljandi Jõud                            |
| 1968        | Tallinna Kalev                           | Tallinna Dünamo                          | Tallinna Polütehniline Instituut (TPI)   |
| 1969        | Noorus                                   | Tallinna Dünamo                          | Viljandi Jõud                            |
| 1970        | Kontroll-Mõõduriistade Katsetehas        | Tallinna Dünamo                          | Kingissepa                               |
| 1971        | Tallinna Kalev                           | Kingissepa                               | Tallinna Pedagoogiline Instituut (TpedI) |
| 1972        | Maardu Kalev                             | Tallinna Dünamo                          | Pärnu KEK                                |
| 1973        | Tallinna Dünamo                          | Maardu Kalev                             | ENSV juuniorid                           |
| 1974        | Tallinna Polütehniline Instituut (TPI)   | Maardu Kalev                             | Kirovi nim. Näidiskalurikolhoos (NKK)    |
| 1975        | Tallinna Kalev/TpedI                     | Pärnu KEK                                | Kirovi nim. NKK                          |
| 1976        | Kirovi nim. NKK                          | Pärnu KEK                                | Tallinna Kalev/TpedI                     |
| 1977        | Tallinna Autoveod                        | Tallinna Polütehniline Instituut (TPI)   | Pärnu KEK                                |
| 1978        | Pärnu KEK                                | Kirovi nim. NKK                          | Tallinna Pedagoogiline Instituut (TpedI) |
| 1979        | Pärnu KEK                                | Tallinna Autoveod                        | Kirovi nim. NKK                          |
| 1980        | Tallinna Autoveod                        | Pärnu KEK                                | Vinni Näidissohvoostehnikum (NST)        |
| 1981        | Tallinna Autoveod                        | Tallinna Autobussipark                   | Vinni Näidissohvoostehnikum (NST)        |
| 1982        | Tallinna Autobussipark                   | Vinni Näidissohvoostehnikum (NST)        | Pärnu KEK                                |
| 1983        | Vinni Näidissohvoostehnikum (NST)        | Tallinna Autobussipark                   | Tallinna Polütehniline Instituut (TPI)   |
| 1984        | Tallinna Autobussipark                   | Tallinna Polütehniline Instituut (TPI)   | Vinni Näidissohvoostehnikum (NST)        |
| 1985        | Tallinna Autobussikoondis (TAK)          | Tallinna Polütehniline Instituut (TPI)   | Vinni Näidissohvoostehnikum (NST)        |
| 1986        | Tallinna Autobussikoondis (TAK)          | Vinni Näidissohvoostehnikum (NST)        | Kalevi juuniorid                         |
| 1987        | Vinni Näidissohvoostehnikum (NST)        | Tallinna Autobussikoondis (TAK)          | Pärnu KEK                                |
| 1988        | Tallinna Autobussikoondis (TAK)          | Pärnu KEK                                | Vinni Näidissohvoostehnikum (NST)        |
| 1989        | Tallinna Silikaat                        | Tallinna Autobussikoondis (TAK)          | Pärnu KEK                                |
| 1990        | Tallinna Autobussikoondis (TAK)          | Tallinna Silikaat                        | Pärnu KEK                                |
| 1991        | Pärnu KEK                                | Vinni Näidissohvoostehnikum (NST)        | Tallinna Silikaat / Liider               |
| 1992        | Vinni Võrkpalliklubi                     | Tallinna Silikaat / Liider               | Pärnu KEK                                |
| 1993        | Pärnu Võrkpalliklubi                     | Rakvere Rivaal                           | Tallinna Liider                          |
| 1994        | Tallinna Liider                          | Pärnu VK Jart                            | Rakvere Rivaal                           |
| 1995        | Rakvere Rivaal                           | Pärnu VK Jart                            | Tallinna Liider                          |
| 1996        | Rakvere Rivaal                           | Pärnu VK Jart                            | Tartumaa Fortuuna Loto                   |
| 1997        | Rakvere Rivaal                           | Pärnu Võrkpalliklubi                     | Tallinna Palling                         |
| 1998        | Tartu Ösel Foods                         | Viljandi Volle                           | Rakvere Rivaal                           |
| 1999        | Tartu Ösel Foods                         | ESS Pärnu Võrkpalliklubi                 | Rakvere Rivaal                           |
| 2000        | ESS Pärnu Võrkpalliklubi                 | Tartu Pere Leib                          | Rakvere Rivaal                           |
| 2001        | ESS Pärnu Võrkpalliklubi                 | Tartu Pere Leib / Cibus                  | Audentese ÜK/Hermann Reisid              |
| 2002        | ESS Pärnu Võrkpalliklubi                 | Tartu Pere Leib / Cibus                  | Tallinna Sylvester                       |
| 2003        | ESS Pärnu VK                             | Tartu Pere Leib / Cibus                  | Sylvester                                |
| 2004        | ESS Falck Pärnu VK                       | Sylvester                                | Tartu Pere Leib                          |
| 2005        | Audentese Ülikool                        | Tartu Pere Leib                          | Sylvester                                |
| 2006        | Tartu Pere Leib                          | Selver/Audentes University               | Sylvester                                |
| 2007        | Selver                                   | Tartu Pere Leib                          | Falck Pärnu VK                           |
| 2008        | Selver Tallinn                           | Tartu Pere Leib                          | Pärnu VK                                 |
| 2009        | Selver Tallinn                           | Tartu Pere Leib                          | Pärnu VK                                 |
| 2010        | Selver Tallinn                           | Pärnu Võrkpalliklubi                     | Tartu Pere Leib                          |
| 2011        | Selver Tallinn                           | Tartu Pere Leib                          | Pärnu Võrkpalliklubi                     |
| 2012        | Tartu Pere Leib                          | Selver Tallinn                           | Pärnu Võrkpalliklubi                     |
| 2013        | Selver Tallinn                           | Pärnu Võrkpalliklubi                     | Tartu Pere Leib                          |
| 2014        | Tartu Pere Leib                          | Selver Tallinn                           | Pärnu Võrkpalliklubi                     |

## Équipes Saison 2011-2012
- Saison régulière
  - Tallinna Tehnikaülikool/Kiili (TTÜ/Kiili)
  - Audentese SG/Noortekoondis
  - Eesti Maaülikool SK (EMÜ SK)
  - Paide/Türi/Väätsa VK
  - Põltsamaa Felix
  - Pärnu VK II
  - Võru SK
  - Tallinna Ülikool (TLÜ)

- Ligue Schenker + poule finale
  - VK Selver Tallinn
  - Pärnu Võrkpalliklubi
  - Tartu Pere Leib
  - Rakvere Grossi Toidukaubad
  - Valio Võru VK
  - Tallinna Tehnikaülikool (TTÜ)